# Boy Band (programa de televisão)
Boy Band é um programa de televisão estadunidense pertencente ao gênero talent show, que estreou em 22 de junho de 2017 pela emissora ABC. Sua primeira temporada consta de 10 episódios e apresenta jovens vocalistas masculinos competindo para se tornar um membro de uma nova boy band de cinco integrantes. Os cinco garotos finalistas que formam a boy band, recebem um contrato de gravação com a Hollywood Records e cantam seu primeiro single durante o episódio final.
A cantora Rita Ora apresentou a primeira temporada de Boy Band, que contou com o cantor Nick Carter, integrante do grupo Backstreet Boys, a cantora Emma Bunton, integrante do grupo Spice Girls e o produtor Timbaland, servindo como mentores, auxiliando os concorrentes ao longo dos episódios. 
Em 24 de agosto de 2017, os finalistas Brady Tutton, Chance Perez, Drew Ramos, Sergio Calderon e Michael Conor formaram a boy band In Real Life e se apresentaram pela primeira vez com seu primeiro single, "Eyes Closed", durante o episódio final. 

## Concorrentes
Esta lista consta dos 30 participantes que surgiram no programa, e divulgado pela ABC em 9 de junho de 2017.
| Nome                 | Idade | Cidade natal                 | Status           |
| -------------------- | ----- | ---------------------------- | ---------------- |
| Sergio Calderon      | 17    | Redwood City, Califórnia     | Vencedor         |
| Michael Conor        | 18    | Cleveland, Ohio              | Vencedor         |
| Chance Perez         | 19    | Seal Beach, Califórnia       | Vencedor         |
| Drew Ramos           | 19    | Bronx, Nova Iorque           | Vencedor         |
| Brady Tutton         | 16    | Shorewood, Wisconsin         | Vencedor         |
| Jaden Gray           | 16    | Hawthorne, Califórnia        | Eliminado Ep. 10 |
| Mikey Jimenez        | 18    | East Los Angeles, Califórnia | Eliminado Ep. 10 |
| Marcus Pendleton     | 17    | Nashville, Tennessee         | Eliminado Ep. 10 |
| Devin Hayes          | 18    | Springfield, Illinois        | Eliminado Ep. 8  |
| Andrew Bloom         | 20    | Yorba Linda, Califórnia      | Eliminado Ep. 7  |
| Jay "J Hype" Gilbert | 15    | Las Vegas, Nevada            | Eliminado Ep. 7  |
| Andrew Butcher       | 17    | Greenwood, Indiana           | Eliminado Ep. 6  |
| Cam Jackson          | 19    | Willingboro, Nova Jérsei     | Eliminado Ep. 6  |
| Dorian Tyler         | 15    | Memphis, Tennessee           | Eliminado Ep. 5  |
| Miles Wesley         | 19    | Marble Falls, Texas          | Eliminado Ep. 4  |
| Gavin Becker         | 18    | Filadélfia, Pensilvânia      | Eliminado Ep. 3  |
| Jon Klaasen          | 19    | Greenwood, Indiana           | Eliminado Ep. 2  |
| Cameron Armstrong    | 22    | Columbia, Carolina do Sul    | Eliminado Ep. 1  |
| Alan Ayala           | 18    | Monterrey, Nuevo León        | Eliminado Ep. 1  |
| Gianni Cardinale     | 16    | Las Vegas, Nevada            | Eliminado Ep. 1  |
| Santino Cardinale    | 18    | Las Vegas, Nevada            | Eliminado Ep. 1  |
| Matthew Dean         | 19    | Thousand Oaks, Califórnia    | Eliminado Ep. 1  |
| Jordan Grizzle       | 22    | Fort Lauderdale, Flórida     | Eliminado Ep. 1  |
| Lukas James          | 15    | Sarasota, Flórida            | Eliminado Ep. 1  |
| Stone Martin         | 18    | Hartsville, Carolina do Sul  | Eliminado Ep. 1  |
| Dylan Rey            | 17    | Plano, Texas                 | Eliminado Ep. 1  |
| Zack Taylor          | 24    | Kansas City, Missouri        | Eliminado Ep. 1  |
| Timmy Thames         | 17    | Malibu, Califórnia           | Eliminado Ep. 1  |
| Paul Toweh           | 21    | Monrovia, Libéria            | Eliminado Ep. 1  |
| Nate Wyatt           | 20    | Cincinnati, Ohio             | Eliminado Ep. 1  |

## Episódios
| N.º | Título                                                           | Exibição original    | Cód. de produção | Audiência Estados Unidos (milhões) |
| --- | ---------------------------------------------------------------- | -------------------- | ---------------- | ---------------------------------- |
| 1   | "Meet the Boys" "(Conhecendo os Garotos)"                        | 22 de junho de 2017  | 101              | 2.995                              |
| 2   | "Who's Got the Right Stuff" "(Quem Tem as Coisas Certas)"        | 29 de junho de 2017  | 102              | 2.645                              |
| 3   | "Sweet Sixteen" "(Doce Dezesseis)"                               | 6 de julho de 2017   | 103              | 2.729                              |
| 4   | "Live Live Live!" "(Ao Vivo Ao Vivo Ao Vivo!)"                   | 13 de julho de 2017  | 104              | 2.441                              |
| 5   | "Blast from the Past" "(Explosão do Passado)"                    | 20 de julho de 2017  | 105              | 2.236                              |
| 6   | "Soundtrack Hits" "(Trilha Sonora de Sucessos)"                  | 27 de julho de 2017  | 106              | 2.388                              |
| 7   | "Break Up Week!" "(Semana de Pausa!)"                            | 3 de agosto de 2017  | 107              | 2.312                              |
| 8   | "Girl Power!"                                                    | 10 de agosto de 2017 | 108              | 2.302                              |
| 9   | "America, It's Decision Time!" "(América, É a Hora da Decisão!)" | 17 de agosto de 2017 | 109              | 2.134                              |
| 10  | "Top Five Revealed!" "(O Top 5 é Revelado!)"                     | 24 de agosto de 2017 | 110              | 2.399                              |

## Competidores que apareceram em outros programas de televisão
- Chance Perez fez o teste para a 11ª temporada do programa America's Got Talent da NBC, como membro da banda The WVKE, no entanto, foram fortemente criticados pelo jurado Simon Cowell, que acabou não passando pela audição.
- Stone Martin, Timmy Thames e Jon Klaasen apareceram na terceira temporada do programa The X Factor USA da FOX, com Martin e Thames competindo como solistas e Klaasen como membro do Forever In Your Mind. Todos foram eliminados durante o desafio das quatro cadeiras. Klaasen também competiu na 15° temporada do American Idol da FOX, chegando ao top 50.
- Previamente, Andrew Bloom havia feito teste para as temporadas 14 e 15 do American Idol.
- Zack Taylor fez teste para a 14ª temporada do American Idol, sob o nome de Zack Kaltenbach, chegando ao top 48.
- Cameron Armstrong apareceu na terceira temporada do programa Ex on the Beach da MTV.